# Богуславский, Борис Львович
Бори́с Льво́вич Богусла́вский (полное имя Борис Израилович-Львович Богуславский; 1899 — 1985) — советский учёный в области станкостроения.

## Биография
Поступил на механический факультет Харьковского технологического института в 1917 году. После перерыва восстановился в ХТИ, который окончил в 1922 году. 
Был направлен на службу в Первую восстановительную организацию Н.К.П.С. Работал на различных машиностроительных заводах. 
С 1933 года Богуславский работал главным инженером Центрального конструкторского бюро по станкостроению в составе Экспериментального НИИ металлорежущих станков (ЭНИМС). Затем — научный сотрудник ЭНИМС, член научно-технического совета ЭНИМС. 
Богуславский доктор технических наук, он был председателем секции «Автоматические линии и станки общего назначения» научно-технического совета Министерства станкостроительной и инструментальной промышленности СССР. Участвовал в создании первых отечественных агрегатных станков. Занимался оборудованием для обработки тюбингов Московского метрополитена. 
Преподавал, был заместителем директора Московского станкоинструментального института по научной работе. С 1952 года также был профессором, а затем заведующим кафедрой «Машины-автоматы и автоматические линии» Всесоюзного заочного машиностроительного института.
Борис Львович  Богуславский умер в 1985 году, он похоронен в Москве на Новом Донском кладбище (в родственной могиле, участок № 1).

### Семья
- Жена — Эмма Иосифовна Богуславская[2].
  - Дочь — Зоя Борисовна Богуславская (род. 1924), прозаик и эссеист, драматург, литературный критик, искусствовед[3]
    - Внук — Леонид Борисович Богуславский, IT-инвестор.